# Johan Sebastian Welhaven
 (avril 2020).
Johan Sebastian Cammermeyer Welhaven est un poète, écrivain et professeur de philosophie norvégien, né en 1807 à Bergen et mort à Christiana en 1873. Sa ville de naissance, une cité marchande et cosmopolite, fut longtemps la plus importante de Norvège, et elle a contribué à forger la personnalité de celui qui demeure l'une des principales figures littéraires de ce pays. Welhaven est issu d’une famille de pasteurs, et pendant toute sa jeunesse, il est particulièrement proche de son père d'origine allemande, un homme simple et tolérant, très apprécié par ses ouailles. Par sa grand-mère maternelle, Welhaven est parent du poète danois Johan Ludvig Heiberg, qui devint par ailleurs son ami et une autorité littéraire de premier plan en Scandinavie. Grâce au poète Lyder Sagen, qui fut son enseignant à l'école épiscopale de Bergen, Welhaven commença à s'intéresser avec éclectisme à l'art et à la littérature, des œuvres d'Homère en passant par le théâtre de Shakespeare, la philosophie des Lumières, la jeune littérature romantique allemande (Goethe, Schiller) ou encore la littérature danoise (Holberg, Oehlenschläger). Cet enseignement, livré de manière socratique, donne au jeune homme les bases d'une culture esthétique à la croisée du classicisme et du romantisme, marquée par une ouverture assumée vers les influences culturelles venues d'Europe, qui va durablement imprégner sa démarche littéraire. 
Welhaven passe le baccalauréat norvégien en 1825, avant de commencer des études de théologie à l'université de Christiania. Mais ces études de convenance ne le passionnent guère, et il les abandonne rapidement. La mort de son père en 1828 ouvre une période de difficultés économiques et d'incertitudes quant à son avenir. Il se fait précepteur, ce qui lui permet d’entrer en contact avec les meilleurs cercles de la capitale, parmi lesquels ceux du comte Hermann Wedel-Jarlsberg et de l'éditeur Johan Dahl. C'est aussi à cette époque qu'il commence à donner la pleine mesure de ses talents poétiques, notamment au sein de la Société des étudiants norvégiens, dont il rédige la gazette de 1829 à 1831. Il se rapproche surtout d'autres jeunes étudiants comme lui, Anton Martin Schweigaard et Peter Andreas Munch, qui tous deux exerceront une influence politique et culturelle considérable dans les décennies suivantes. 
Animé d'une authentique ambition intellectuelle, Welhaven joue, à partir des années 1830, un rôle majeur dans la vie littéraire à peine frémissante de la petite capitale norvégienne, et c'est un conflit avec un autre talent littéraire prometteur, Henrik Wergeland, qui lui donne l'occasion d'asseoir sa notoriété dans le débat public de son temps. 

## Un long conflit littéraire
Lorsqu'il commence ses études de théologie en 1827, Welhaven est encore proche de Wergeland. Les deux jeunes gens ont presque le même âge et ils viennent d'ailleurs du même milieu social, celui des fonctionnaires, qui constituent à l'époque la principale élite d'un pays où la noblesse est depuis longtemps devenue un corps résiduel. Ils sont issus du clergé luthérien auquel ils se destinent. Mais quand Welhaven est plutôt de nature introvertie, susceptible et volontiers ironique, drapé dans une fierté ombrageuse qui dissimule mal sa gêne de jeune étudiant désargenté, Wergeland est le fils d'un pasteur qui fut député à l'Assemblée Constituante d'Eidsvoll en 1814; il aborde ses études de théologie avec un enthousiasme fort étranger à son camarade... un enthousiasme où se mêlent des considérations philosophiques et nationalistes.  Dès lors, les ressemblances vont peu à peu être éclipsées par une rivalité bruyante, qui s'enracine autant dans des différences de personnalités manifestes, et des idéaux de masculinité antagonistes que dans des divergences fondamentales sur la conception que l'un et l'autre se font de la culture nationale. 
Le 6 juillet 1830 paraît, sous la plume de l'impétueux Wergeland, un opus-programme, La Création, l'Homme et le Messie, le plus long poème jamais publié en Scandinavie, une œuvre étrange, inspirée de divers héritages culturels, pétrie de métaphores pittoresques et d'images parfois crues, et qui mêle très librement des questionnements philosophiques et politiques avec des spéculations théologiques. Dans cette imposante épopée de l'humanité à l'unité incertaine, la lutte pour la liberté apparaît comme le motif principal, le fil rouge de l'histoire depuis les origines de l'humanité jusqu'à la venue de Jésus. La publication de ce récit unique en son genre ne laisse ainsi personne indifférent parmi l'élite de la petite capitale norvégienne, suscitant chez les uns un fort émoi, tandis que d'autres érigent Wergeland en génie national, et son œuvre en "bible des républicains".  
Welhaven, fidèle à son maître en écriture Johan Ludvig Heiberg, ne se laisse pas séduire par La Création. Le 15 août 1830, il publie explicitement contre Henrik Wergeland une adresse dans laquelle il accuse le jeune prodige de gâcher toute l'étincelle de son talent en l'abîmant dans le chaos et la folie au lieu de la porter vers les hauteurs de la poésie véritable. Wergeland est considéré comme un traître à la cause de l'art. Cette attaque acerbe constitue le premier acte d'une controverse qui va durer plusieurs années, et qui joue un rôle majeur dans la formation de l'identité littéraire de Welhaven autant que dans le débat public de l'époque. En 1831-1832, la querelle prend en effet de l'ampleur lorsque les deux jeunes écrivains mobilisent leurs soutiens respectifs au sein de la Société norvégienne des étudiants, l'une des principales arènes du débat intellectuel. Les hostilités sont cette fois ouvertes par Wergeland (sous le pseudonyme de Siful Siffada), qui invite ses amis à prendre part à la joute afin de cultiver "l'art de la satire": c'est la "querelle des petites pièces". Ces morceaux satiriques et épigrammes de quatre à cinq vers mélangent des attaques très personnelles avec des considérations esthétiques : Siful est dépeint généralement comme un être barbare et immoral par ses adversaires, tandis que Jahn (le pseudonyme de Welhaven) apparaît comme un envieux hypocrite et arrogant, dépourvu de tout génie. 
Avec une intelligence remarquée, et fidèle à certains principes de la tradition classique tels qu'énoncés notamment par Friedrich von Schiller, Welhaven devient le fer de lance des défenseurs de la langue et de la haute culture danoise (les "danomanes"), opposés aux "patriotes" menés par Wergeland, reprochant à ces derniers leurs extravagances linguistiques (et notamment l'usage d'expressions idiomatiques paysannes dans la langue écrite, afin de la rendre plus authentiquement norvégienne). Pour les danomanes, la beauté formelle et l'harmonie ne sont pas seulement des contraintes techniques sèchement appliquées à une matière littéraire : elles sont fondamentales dans l'éducation du goût, l'élévation morale de l'individu (à l'image, par exemple, des Bildungsroman allemands), et donc dans l'avènement d'une société harmonieuse, bâtie sur la concorde et l'unité. Dès lors, Welhaven ne s'affirme pas simplement comme un styliste accompli de la langue norvégienne classique, et un redoutable contradicteur de Wergeland. En soulignant l'importance de l'art dans l'éducation des étudiants, future élite de la nation, il s'attache à prôner par la même occasion une moralisation de la vie étudiante, que les exubérances festives et les beuveries des patriotes contribuent à ternir. La "querelle des petites pièces" semble à bien des égards un conflit entre des positions éthiques et esthétiques inconciliables, qui dépassent largement la rivalité personnelle de ses deux principaux protagonistes. À la suite d'une affaire de mœurs révélée en 1832, et impliquant des étudiants ayant visité une maison close, ces désaccords précipitent finalement à une scission de la Société norvégienne des étudiants. Mais ils incitent Welhaven à vouloir replacer l'affaire le seul terrain des principes littéraires, en publiant en juillet 1832 un opuscule critique et raisonné sur la poésie selon Wergeland, et dans lequel il approfondit et clarifie sa propre théorie esthétique, et dans lequel il récuse l'idée de "liberté poétique" chère à son rival. C'est aussi en 1832 que paraît le premier numéro d'une revue littéraire éphémère, mais importante, Vidar, dont il est l'instigateur, et qui devient pendant deux ans la tribune privilégiée de ses amis et alliés, au sein du cercle de l'Intelligence. 
Si les années 1830 sont celles d'une percée du jeune poète dans le débat public, ce sont aussi des années de dénuement, de dépression et de gêne sociale, à peine tempérées par le soutien indéfectible de ses amis, comme Anton Martin Schweigaard, qui l'incite à poursuivre sa vocation poétique... et à écrire envers et contre les difficultés. L'entrée de Welhaven en littérature aura été jusqu'à présent surtout marquée par la critique, la controverse, une réflexion approfondie sur la théorie esthétique, mais Welhaven admettra quelques années plus tard qu'il aura sans doute été insuffisamment préparé pour faire face aux assauts de ses détracteurs. Conscient de l'excellente notoriété que lui apportent ses critiques, il songe à présenter ses œuvres, longuement mûries, ouvrant ainsi un nouveau chapitre dans la longue querelle qui oppose les danomanes aux patriotes. C'est en 1834 qu'il livre des poèmes décrivant la Norvège sous le titre L'Aube de la Norvège, son œuvre lyrique la plus importante. Il s'agit d'un recueil de 76 sonnets, qui s'ouvre sur une description toute romantique avant de se faire méditation prophétique sur l'histoire et sur l'avenir du pays, sur son rapport à la civilisation européenne et sur la véritable signification de l'idée de liberté (au-delà de la liberté politique, bruyamment revendiquée par les patriotes). Ce texte, qui postule la nécessite pour la jeune et fragile nation de se nourrir aux sources vivifiantes de la civilisation européenne, dénonce la suffisance et l'irréalisme de tous ces patriotes qui, prétendant parler au nom du pays tout entier, le mènent en réalité à sa perte lorsqu'il prône son indépendance culturelle. Ultime règlement de comptes dans le long conflit débuté en 1830 entre Wergeland et Welhaven, L'Aube de la Norvège suscite en retour l'ire des patriotes et de beaucoup de citoyens norvégiens ordinaires (notamment à Trondheim et Bergen), dépeints comme des ivrognes, des "bandes hirsutes" et des "âmes brutales". Nicolai Wergeland, qui avait pourtant tenté en 1832 de s'imposer comme un arbitre entre Welhaven et Wergeland, condamne fermement cette œuvre au point même d'appeler à son autodafé chose qui aurait même eu lieu en certains endroits. 
Si L'Aube de la Norvège a été l'une des controverses littéraires les plus dures de l'histoire du pays, c'est bien entendu à cause de son caractère politique. Le recueil de Welhaven est "l'expression poétique d'un programme de construction nationale", celui des jeunes modernisateurs libéraux amis de Welhaven regroupés dans le cercle de l'Intelligence, qui vont jouer un rôle central dans les années suivantes . Et en effet, Welhaven s'est imposé comme un agent incontournable pour discréditer la ligne patriotique, malgré le désaveu dont il est l'objet, il bénéficie de solides protections politiques et religieuses. Revenu de son exil volontaire, il est nommé lecteur puis professeur de philosophie et de littérature nordique à l'université de Christiana. Le conflit qui, plusieurs années durant, l'aura opposé à Wergeland et à Welhaven, a favorisé l'émergence d'une ligne de fracture essentielle pour comprendre l'histoire et la culture norvégienne sur le long terme.

## Un poète de l'amour et de la nature
Les poèmes de 1838 explorent le sentiment de la nature tout en affichant, par leur langue classique, une sympathie pour la littérature danoise selon les détracteurs patriotes. Wellhaven est ainsi le premier auteur norvégien à décrire le singulier rapport à la nature de ses compatriotes, communion et esprit du bygd qu'il perçoit simplement en s'analysant lui-même. Les nouveaux poèmes, publiés en 1844, dévoilent avec sincérité la perte de l'être aimé. Les romances et les ballades de Heine présentent d'ailleurs une étrange similitude avec les poésies de Welhaven : humour, sentiments envers les choses et discordances de la vie dévoilées.
La sincérité du jeune poète Welhaven, qui a un visage fin de séducteur, des cheveux noirs et des yeux d'un éclat rayonnant, peut être mise en doute : l'amour de  Camilla Wergeland au début des années 1830 lui sert à peaufiner un portrait de jeune femme éprise et succombant à la passion amoureuse. Cette instrumentalisation de la splendide Camilla, qui est la jeune sœur de Henrik revenue d'une institution de jeunes filles allemandes à l'âge de dix-sept ans n'est peut-être pas malveillante. Mais elle fait souffrir la jeune fille qui tombe ensuite en langoureuse dépression lorsqu'elle se rend compte de l'impossibilité de l'union rêvée. Les parents Wergeland, d'abord hostile à un mariage mais tolérant envers une bonne amitié, ont mis en garde le jeune homme, d'ailleurs conscient de sa pauvreté et surtout de l'éloignement considérable qui s'opérait à la suite de la profonde querelle littéraire et politique. Le pasteur Wergeland, fin observateur du jeu d'attraction/ répulsion du poète observateur, invite sa fille devenue tantôt morbide tantôt exaltée à voyager en Europe. 
Au cours des années 1840, Welhaven fréquente assidûment une jeune fille d'excellente famille et prévoit de l'épouser. Elle tombe malade et le fiancé maintient l'assiduité de ses visites malgré les étapes terribles de la maladie invalidante. La disparition de sa promise marque l'homme adulte et fidèle, ce qui explique les accents poignants des poèmes publiés en 1844. 
Les poèmes des années suivant 1850, d'une grande qualité musicale, explorent des thèmes romantiques dans la lignée du romantisme national en vigueur en Norvège. Welhaven puise expressément dans la mythologie populaire et les premières études folkloriques qu'il décrypte avec méticulosité. Ainsi La chevauchée des Walkyries et Le pouvoir de la Houldre et les ruses de l'amour marquent un tournant dans son œuvre. Il se livre à une véritable réinvention de personnages à partir des légendes populaires. En particulier, il façonne un exigeant portrait littéraire de la fée, image de beauté et de grâce, qui n'existe nullement dans la tradition des conteurs rapportée par les savants folkloristes. Il contribue ainsi à apporter à la littérature bourgeoise scandinave des personnifications mythiques recomposées, ce qui, par de multiples relais simplificateurs, bien après sa disparition, sera accepté par les lettres européennes et américaines. 
Retrouvant une approche classique qui aura le même succès, il se plaît à redécouvrir, et au-delà des faits bruts, à interpréter, concevoir et imaginer, un fonds antique gréco-romain, aux légendes des peuples du Nord. En découlent des recherches et ses poèmes qui traitent des mythes : Tantale, Orphée, Protésilas... Par le biais des mythes plus encore que par des archétypes de pensée, le poète cumulant les pouvoirs des Nornes se veut visionnaire du passé, du présent et de l'avenir. Suivant la fascination de l'écrivain danois Grundvigt, Welhaven croit que les mythes ouvrent à la vision prophétique de l'avenir.
Qu'il reprenne une démarche classicisante, Welhaven exigeant ne valorise qu'une pensée solide et rigoureuse. Y-t-il une autre culture que la haute culture des cénacles savants, des facultés et des universités du Nord de l'Europe ? Sa réponse semble négative. Les autres hommes, parfois fort nombreux, aux prises tout comme les élites, avec les réalités de l'existence, ont aussi des croyances et des rituels, des cultures traditionnelles, des techniques et manières de penser paysannes, artisanales ou partagent une diversité de savoirs ou conceptions populaires, recomposés à partir de multiples origines. Peu importe au poète qui doit faire surgir beauté et harmonie, d'un chaos souvent infâme et terre-à-terre .

## Les leçons d'exigences artistiques du maître
Avec la maladie et la mort de Henrik Wergeland, devenue une personnalité référence soutenue par la maison royale, les activités de Wellhaven deviennent plus discrètes. Pour poursuivre sur sa lancée, il lui faudrait attaquer directement le pouvoir souverain, ce qui est dangereux pour ses soutiens politiques. L'intervention royale de Charles-Jean l'a d'ailleurs frustré d'une victoire personnel sur son rival, mais sa mission est accomplie : la division s'est installée dans le camp des Patriotes. Pourtant, Welhaven mis à part sa notoriété et la reconnaissance de sa plume est incapable de contrôler l'embryon d'un champ littéraire, né aux confins du théâtre et d'une littérature aux préoccupations concrètes, à la fois scientifiques et sociales, folkloriques et locales, dont les jeunes pousses prometteuses n'appartiennent plus à la haute bourgeoisie danophile. Il ne peut partager avec Bjørnstjerne Bjørnson, Henrik Ibsen, tous deux très attirés par Wergeland qu'une conception de base moraliste de la littérature. De 1849 à 1869, le champ naissant échappe tant bien que mal au contrôle politique. Welhaven devient une figure plus tourmentée, en quête de réconciliation avec son passé.
Scandinaviste convaincu, attaché à la nature norvégienne, défenseur de valeurs morales et puisant aux mêmes sources populaires ou folkloriques même s'il entend parfois les cacher et surtout les reconstituer ou les redresser, le poète Welhaven ne se distingue à la fin de sa vie de son farouche adversaire Wergeland que par la pureté de sa langue dano-norvégienne, l'affirmation formelle d'un style conservateur et d'une démarche rigoureuse, véritable éthique de l'écriture-composition. Formé à la rigueur dialectique par l'école hégélienne du critique de Copenhague, J.-L. Heiberg, un des maîtres à penser du monde scandinave de son temps, le mélancolique Wellhaven n'aura de cesse de rappeler les exigences de l'art, les nécessités du labeur pour parvenir à la forme souhaitable, sinon maîtrisée et harmonieuse.
Welhaven éprouve un profond trouble devant l'évolution du fait religieux, assailli et mis à mal par la vie quotidienne et par la technique, la science, les théories darwiniennes, les croyances des foules piétistes comme celle des indifférents à la foi chrétienne. Cet introverti veut défendre les valeurs religieuses judéo-chrétiennes qui semblent choir. Il a l'impression de vivre au terme de sa vie dans un monde en déchéance.

## Œuvres d'un poète et d'un écrivain critique
Poésie
- L'aube de la Norvège ou Le Crépuscule de la Norvège, traduction de Norges Daemring, 1834.
- Poèmes, 1838.
- Poèmes récents, 1840.
- Nouveaux Poèmes, 1844.
- Cinquante poèmes, 1847.

Écrits mythologiques
- La chevauchée des Walkyries
- Le pouvoir de la Houldre et les ruses de l'amour
- Tantale
- Orphée
- Protésilas
- Chalchas
- Heraclès
- Ganymede
- Philoctète

Ouvrages critiques
- Poésie et polémique de Henrik Wergeland, 1832.
- Ewald, 1832.
- Samlede Digterverker, Kristiana, 1907.